# Il demone nero
Il demone nero è un film televisivo del 1974 diretto da Dan Curtis e tratto dal romanzo Dracula di Bram Stoker. Jack Palance interpreta il ruolo di Dracula. Si tratta della seconda collaborazione tra Curtis e Palance dopo il film TV del 1968 Lo strano caso del Dr. Jekyll e Mr. Hyde.
È il primo film in cui appare un Dracula "umano" e non soltanto figura negativa ma capace di amare, innamorato di una donna in cui vede la reincarnazione della sua moglie morta. A differenza delle successive pellicole, in cui appare innamorato di Mina, la fidanzata di Jonathan, qui è invece innamorato di Lucy, la promessa sposa di Arthur. A tale proposito Richard Matheson in un'intervista a metà anni '90, al perché della scelta di un Dracula innamorato, spiegò che fu un espediente per far comprendere al pubblico americano degli anni '70, il motivo per cui Dracula si sposta a Londra e non nella più vicina Bucarest o a New York. "Stoker era irlandese e per lui, Londra doveva essere caput mundi cosa che in America non avrebbero capito, perciò... Dracula va a Londra per amore!"
Trasmesso negli Stati Uniti in televisione dalla CBS l'8 febbraio 1974, il film venne distribuito nei cinema europei a partire dal 13 giugno 1974. Il volto di Jack Palance, piacque al punto che divenne il prototipo del Dracula nei fumetti Marvel.

## Trama
In una nebbiosa notte, sui monti della Transilvania, l'avvocato Jonathan Harker arriva al castello del conte Dracula, in mezzo a ululati di lupi. Accolto dal conte, Harker, dopo essere stato invitato a cenare, è costretto ad abbandonare il piatto per mostrare subito le case in offerta a Londra, al cui acquisto Dracula è interessato. Tra le foto mostrate, Dracula ne nota una in cui Harker è ritratto insieme ad tre amici: due donne e un uomo: Mina Murray (fidanzata di Jonathan), Arthur Holmwood (amico di Jonathan) e Lucy Westenra (fidanzata di Arthur), residente vicino ad una delle case in offerta: la ex-abbazia di Carfax. Nella giovane donna, Dracula riconosce una reincarnazione della moglie, ormai defunta da alcuni secoli. In alcuni flashback, notiamo infatti un Dracula non ancora vampiro, felice e insieme a una donna identica a quella della foto.
Il giorno successivo, Harker scopre le intenzioni di Dracula e la sua natura vampirica, e chiede spiegazioni ("E adesso?" "Vuole saperlo signor Harker? Io andrò in Inghilterra... e lei all'inferno!"), dopo aver costretto Jonathan a scrivere alcune lettere per tranquillizzare i suoi conoscenti, tra cui Mina, Dracula lo stordisce e lo lascia in balia delle sue tre mogli, le quali, giunta la notte, lo azzannano vampirizzandolo.
Cinque settimane dopo, a Whitby, poche ore dopo l'arrivo di un misterioso vascello russo, il Demeter, che si è incagliato inspiegabilmente sulle spiagge con a bordo un solo membro: il capitano strangolato al timone, Mina arriva alla stazione per recarsi alla residenza di Hilligham dove l'amica Lucy, ha iniziato a soffrire di una forma di sonnambulismo a cui il medico non sa dare spiegazione. Consultato l'esperto dottor Van Helsing, questi nota due ferite sul collo della giovane e capisce di che si tratta, anche se non può svelarlo a chiunque, ma solo al reticente ed incredulo Arthur. Le precauzioni che Van Helsing impone (aglio nella stanza, finestre e porte d'ingresso chiuse) fanno desistere temporaneamente Dracula, ma un allontanamento a cui Van Helsing è costretto lo rimette in gioco: dopo aver fatto fuggire un lupo dallo zoo di Scarborough, guida l'animale, con i propri poteri, verso Hillingham, dove dopo aver aggredito Arthur, lo costringe a una lotta che lo separa da Lucy, la quale, in balia di Dracula, toglie l'aglio dalla stanza e se ne va con il vampiro. Riavutosi, Arthur nota soltanto il letto della fidanzata, vuoto. Lanciatosi alla ricerca di Lucy, Arthur la trova ai piedi di un albero, priva di vita.
Al suo ritorno ad Hillingham, dopo i funerali di Lucy, Van Helsing capisce in fretta che la giovane non è morta, ma Dracula l'ha resa simile a lui ("per ritrovarla come propria"). Decisi a rendere tale impresa impossibile, Arthur e Van Helsing si recano il mattino seguente presso la cappella in cui Lucy è sepolta e la impalano. Arrivato la notte stessa alla cappella, Dracula, felice e impaziente, chiama Lucy a più riprese. Scoperto il suo cadavere giura vendetta, e dopo aver devastato la cappella, vampirizza per rivalsa Mina, e fugge in Transilvania a bordo della goletta "Zarina Caterina". Lanciatisi all'inseguimento, Van Helsing, Mina e Arthur arrivano in Transilvania a bordo di un treno e, dopo aver affidato Mina a Madame Krystoff, partono per il castello, ma prima di affrontare Dracula, dovranno, una volta giunti, neutralizzare un vampirizzato Jonathan, ormai schiavo di Dracula. Trovata la stanza in cui Dracula si nasconde, riescono a sconfiggerlo dopo aver fatto entrare la luce del sole da una tenda strappata, aver rovesciato la bara e averlo trafitto con una lancia custodita nella stanza. Infine, inchiodano il vampiro a un tavolo ribaltato e lasciano il castello, mentre sugli schermi campeggia una scritta in cui si citano le gesta di Vlad Tepes, guerriero e alchimista che ingannò pure la morte fisica.

## Produzione
Dan Curtis ha deciso di girare Dracula in due location: la Jugoslavia, dove c'erano vecchi castelli e terre tranquille, e l'Inghilterra, dove è ambientato il resto della storia.

## Distribuzione
La trasmissione iniziale della CBS-TV nell'ottobre 1973 fu anticipata per un discorso di Richard Nixon sulle dimissioni di Spiro Agnew. Invece è stato trasmesso nel febbraio 1974. La CBS ha approfittato del successo dell'uscita del film Dracula di Bram Stoker di Francis Ford Coppola, per ritrasmettere il film il 28 novembre 1992 (due settimane dopo l'uscita del film di Coppola).